# Samuel P. Heintzelman
Samuel Peter Heintzelman (30. september 1805 – 1. maj 1880) var en amerikansk general. Han deltog i Seminolekrigene, den Mexicansk-amerikanske krig og den amerikanske borgerkrig, hvor han ledede et armekorps.

## Biografi
Heintzelman blev født i Manheim, Pennsylvania som søn af Peter og Ann Elizabeth Grubb Heintzelman. Han fik eksamen fra West Point i 1826, og fik rang af midlertidig sekondløjtnant i 3. U.S. Infantry.
I 1859 var han under den Første Cortina krig den hovedansvarlige for at Juan Cortinas styrker led nederlag.
Ved borgerkrigens udbrud blev Heintzelman oberst for 17. Pennsylvania infanteriregiment, og blev snart forfremmet til at lede en division i Army of Northeastern Virginia. Han blev såret i det Første slag ved Bulle Run, men var snart rask igen og vendte tilbage til sine pligter.
Heintzelman var den øverste ansvarlige for 2. Michigan infanteri regiment, som foretog et raid, ransagning og ødelæggelse af Pohick Church i Lorton, Virginia den 12. november 1861. Den historiske kirke var blevet bygget i 1769 af bl.a. George Washington, George Mason og George William Fairfax, og var blevet restaureret efter Krigen i 1812 af præsidenterne Martin Van Buren og John Quincy Adams foruden Francis Scott Key med flere. Ransagningen betød tab af en stor mængde uerstattelige kulturgenstande.
Han ledede 3. korps i Army of the Potomac under Peninsula kampagnen og ved Andet slag ved Bull Run. Han blev forfremmet til midlertidig brigadegeneral i den regulære hær og generalmajor i den frivillige. Efter at han mistede sin post i slutningen af 1862 fik han senere kommandoen over 22. Korps, der deltog i forsvaret af Washington DC, hvor han blev i resten af krigen som kommandant for det nordlige militærdistrikt.
Heintzelman gik på pension i 1869 som generalmajor i den stående hær. Han døde i Washington, D.C., og ligger begravet på Forest Lawn Cemetery, Buffalo, New York.